# Karres Mediaș (handbal)
Karres Mediaș a fost o secție de handbal a clubului polisportiv cu același nume din Mediaș, România. În 1946, echipa feminină a câștigat primul campionat organizat în România la nivel național, în timp ce echipa masculină s-a clasat pe locul al doilea în 1946 și a câștigat ediția din 1947.

## Istoric

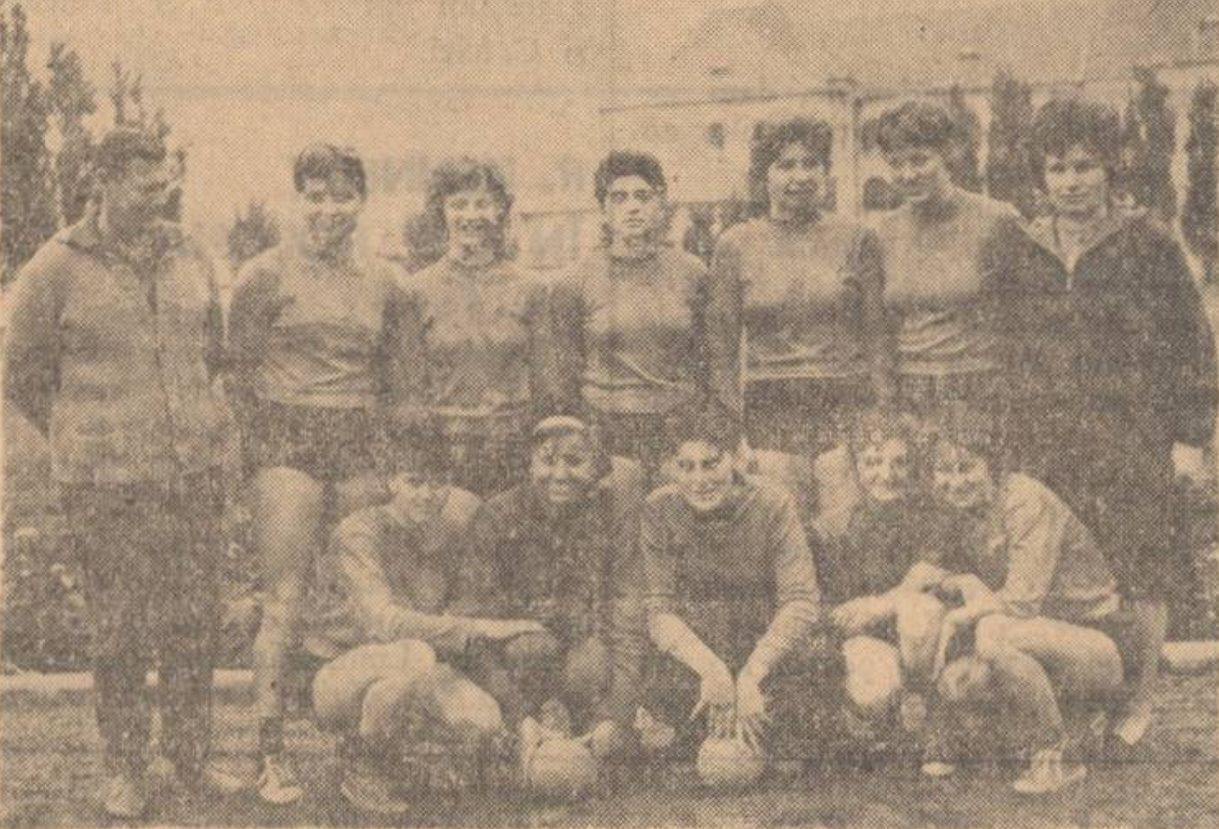
Echipa feminină Record Mediaș în 1964.
Rândul de sus, de la stânga la dreapta: antrenorul Bruno Holzträger, Erika Ziegler, Maria Iliescu, Maria Bozan, Rodica Florescu, Inge Székely și Judith Bandi (conducător).
Rândul de jos, de la stânga la dreapta: Martha Schuster, Sara Klein, Rozalia Simon, Paraschiva Opriș, Maria Jonassy.

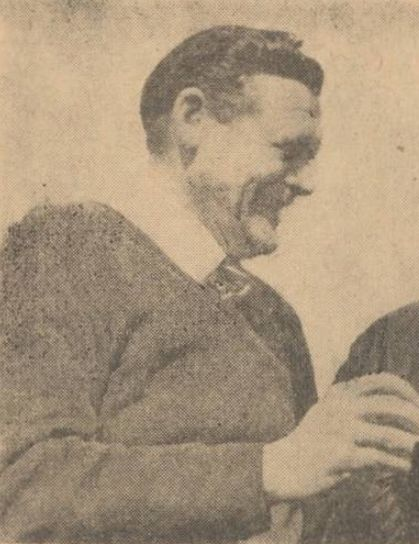
Bruno Holzträger, antrenorul echipei feminine.

În anii 1930, un departament de handbal funcționa în cadrul Federației Române de Volei și Baschet (F.R.V.B.), neexistând o federație separată dedicată acestui sport. Campionatul național de handbal era organizat la acea vreme de F.R.V.B. sub forma a 3 serii: Centru – Ardeal, Vest – Banat și Sud – București, campioana României fiind stabilită în urma unei finale.
Redusă la minim în perioada celui de-Al Doilea Război Mondial, activitatea handbalistică a fost reluată imediat după aceea, chiar din 1945. A fost creată o structură nouă, denumită „Organizația Sportul Popular”, al cărei scop era extinderea activităților sportive la nivel de masă, iar „Organele sindicale”, și acestea nou create și controlate de Partidul Comunist Român, au primit sarcina de a organiza și finanța activitatea sportivă, atât cea de masă cât și cea de performanță.
În anul 1500, la Sighișoara fusese înființată prima tăbăcărie a familiei Karres. Conform unui interviu cu Samuel Karres, publicat în ziarul Argus din 18 ianuarie 1934, bunicul său, din motive comerciale și de expansiune, a mutat tăbăcăria la Mediaș în anul 1889. Pe site-ul societății S.C. Medimpact S.A., urmașa fabricii Karres, se precizează că data înființării „atelierului de tăbăcărie vegetală în orașul Mediaș” ar fi fost de fapt 29 iunie 1881. În orice caz, afacerea familiei Karres s-a extins ulterior într-un adevărat conglomerat al industriei pielăriei, cu fabrică de tălpi, fabrică de lac, fabrică de curele de transmisie, fabrică de articole de pielărie și încălțăminte, toate sub denumirea „Samuel Karres Lederfabrik A.G.” (sau Samuel Karres S.A.), după numele ultimului său patron, Samuel Karres. Impulsionat de efervescența sportivă de după război, Samuel Karres a decis să înființeze echipe sportive în cadrul grupului său industrial. Sub conducerea directorului sportiv Emil Bad, în 1945 au luat ființă echipa de fotbal „Karres Mediaș”, avându-l printre jucători pe Ștefan Dobay, echipa de handbal feminin „Karres” în 11 jucătoare, antrenată de Bruno Holzträger și, în luna noiembrie, echipa similară de handbal masculin. Secția de handbal masculin era condusă de Gheorghe Munteanu. Era o perioadă în care și alte întreprinderi din Mediaș, precum fabrica de sticlă „Vitrometan” sau fabrica de țesături imprimate „IRTI”, își creaseră secții de handbal puternice.
Echipele de handbal Karres au avut rezultate notabile în campionatele anilor 1946 și 1947, însă, presimțind vremurile tulburi care aveau să vină, Samuel Karres a vândut în 1947 întreprinderea cu întregul inventar unei societăți anonime și a fugit din România. În 1948, fostele fabrici Karres au fost naționalizate, iar presa comunistă a publicat în anii următori numeroase articole împotriva „banditului internațional Samuel Karres din Mediaș”, acuzându-l că este un „hitlerist notoriu, al cărui fiu, Helmut Karres a fost comandant SS și al cărui ginere pe vremea ocupației hitleriste era un fel de gauleiter al Mediașului”. Conform unui articol din 29 decembrie 1951, publicat în cotidianul Lupta Sibiului sub semnătura propagandistului D. Voina, „industriașul hitlerist Karres a fugit din România pentru că nu mai putea să exploateze sute de muncitori și pentru a-și continua operațiile de bursă neagră prin alte țări unde și-a trimis averea stoarsă din truda proletariatului din țara noastră”. Un articol din 25 iulie 1959, publicat în ziarul Drum Nou, susținea că, spre deosebire de statul comunist, noul proprietar al fabricilor, cel vechi, „stăpînul, fostul fabricant de piele, Karres Samuel, n-a făcut nimic pentru îmbunătățirea condițiilor de muncă și de viață ale muncitorilor, în schimb a făcut totul pentru a scoate cît mai mult profit prin exploatarea nemiloasă a muncitorilor”.
După naționalizare, numele întreprinderii Karres a fost schimbat în „Record Mediaș”. Încă înainte de naționalizare, echipa de fotbal „Karres” a solicitat oficial să fie redenumită „6 Martie Mediaș”, dar Federația Română de Fotbal a respins solicitarea și a decis ca gruparea respectivă să poarte numele de „Clubul Sportiv Muncitoresc Mediaș”. Echipele de handbal au continuat totuși să joace sub numele Karres până la sfârșitul campionatului din 1948, cea masculină fiind o scurtă perioadă numită „HC Târnava Mediaș”. Ulterior, cele două echipe de handbal au fost redenumite „Record Mediaș”, precum întreprinderea.
Sub numele „Record”, echipa feminină de handbal a câștigat campionatul R.P.R. din 1949. În 1950, clubul a fost redenumit „Flamura Roșie-Record Mediaș”. La acea dată, echipa feminină era pregătită de Bruno Holzträger și I. Schmidt, iar printre handbaliste se regăseau Erna Schöbel, Nora Römer, Ecaterina Bucur, Gerda Homen, Gertrude Grässer, Iuliana Boier sau Rozália Kiss. În sezoanele de campionat următoare, echipa feminină în 11 jucătoare a evoluat sub numele „Flamura Roșie Mediaș” și a fost redenumită „Record” în 1958. Sub titulatura „Flamura Roșie”, ea a câștigat edițiile 1950 și 1951 ale campionatului R.P.R.
Echipa feminină a continuat să joace în prima divizie de handbal în 11 jucătoare până la sfârșitul sezonului 1958-1959, dar nu a mai ocupat poziții fruntașe. Un articol de presă din octombrie 1957 constata că formația din Mediaș a „făcut unele jocuri bune, iar altele slabe”, și deplângea „serioase deficiențe în apărare, lucru de care antrenorii respectivi va trebui să țină seama”. La sfârșitul sezonului 1958-1959, echipa a retrogradat tehnic în campionatul de calificare. Ulterior, deoarece Olimpia București și Știința București fuzionaseră între timp, Biroul Federației Române de Handbal (FRH) a hotărât ca, pe locul rămas liber în urma fuziunii, „în campionatul feminin republican de handbal în 11 ediția 1959/1960, să fie admisă formația Record Mediaș”. La finalul campionatului, Record Mediaș s-a clasat pe locul al 7-lea, însă ediția 1959-1960 a fost ultima la care a participat echipa, deoarece anul următor FRH a restrâns și reorganizat competiția în 11 jucătoare, cu scopul de a face loc celei în 7 jucătoare.
Echipa feminină în 7 jucătoare a clubului sportiv „Record” a jucat mai întâi în campionatul Regiunii Stalin, iar în iulie 1960, în urma unor meciuri de baraj, a promovat în campionatul republican de categoria A 1960-1961, însă nu a reușit să se mențină, retrogradând la sfârșitul ediției. În 1964, echipa s-a clasat pe primul loc al campionatelor de calificare și a promovat în seria a II-a, o etapă intermediară pentru accesul în seria I a campionatul republican de categoria A 1965-1966, însă nu a reușit să se califice, ci a retrogradat din nou în campionatul de calificare. În anii următori a continuat să evolueze în ligi inferioare, iar în martie 1970 a câștigat un turneu amical județean, la care au mai participat echipe din Sibiu, Agnita și Tălmaciu.

## Echipa masculină
| Lotul de jucători din 1945 (Karres Mediaș) |
| --- |
| Conform ziarului Sportul Popular din 16 noiembrie 1945: - Aladár Gábor - Emil Borza - Bruno Holzträger - Otto Ciobotaru - Emil Linzmayer - Otto Drater - Klauss Fölbert - Ioan Pucă - Wilhelm Lapka - Ferdinand Tischler - Ioan Solomon - Ioan Șerban - Ferdinand Nand - Eduard Theil |

## Echipa feminină
| Lotul de jucătoare din 1945 (Karres Mediaș) |
| --- |
| Conform ziarului Sportul Popular din 16 noiembrie 1945: - Erna Schöbel - Erika Lucas - Paraschiva Simon - Edith Lehrer - Margareta Petrovai - Ecaterina Bucur - Hildergard Karres - Zita Bell - Magda Șuteu - Elena Șuteu - Gertrude Grässer - Aneliese Szabó Antrenor: Bruno Holzträger |

| Lotul de jucătoare din 1947 (Karres Mediaș) |
| --- |
| Conform ziarului Sportul Popular din 23 iunie 1947: - Janine Bell - Hildergard Karres - Edith Lehrer - Ecaterina Bucur - Rozália Kiss - Elena Șuteu - Paraschiva Simon - Gertrude Grässer - Gerda Homen - Rotraut Willand - Dora Theil - Sofia Hanner Antrenor: Bruno Holzträger |

| Lotul de jucătoare din 1949 (Record Mediaș) |
| --- |
| Conform ziarului Lupta Sibiului din 25 octombrie 1949: - Elena Caba - Letiția Lungu - Mariana Ungar - Ecaterina Bucur - Rozália Kiss - Jolán Gyulai - Erna Schöbel - Gertrude Grässer - Helga Keul - Margareta Csallner - Elisabeta Szántó Antrenor: Bruno Holzträger |

## Palmares

### Handbal masculin
- Categoria A masculin (în 11 jucători):
  -  Câștigătoare: 1947 (Karres)
  - Locul 2: 1946[32] (Karres)

### Handbal feminin
- Campionatul României (în 11 jucătoare):
  -  Câștigătoare: 1946[9] (Karres), 1949 (Record), 1950, 1951 (Flamura Roșie)